# Robert Zagury
Robert Zagury est un joueur français de basket-ball né le 6 août 1930 à Casablanca.

## Carrière
Il évolue en club au Paris UC. Il compte 16 sélections en équipe de France de basket-ball et termine quatrième du Championnat du monde de basket-ball masculin 1954.
A la fin des années 60, alors qu’il est un des compagnons de  Brigitte Bardot, il se lance dans la production cinématographique ( Les films du Quadrangle), activité où il connaît quelques succès : À cœur joie (1967), M comme Mathieu (1971) and Trop petit mon ami (1970).